# Associazione Calcio Trento 1978-1979
Questa voce raccoglie le informazioni riguardanti l'Associazione Calcio Trento nelle competizioni ufficiali della stagione 1978-1979.

## Rosa
| N. |                   | Ruolo | Calciatore              |
| -- | ----------------- | ----- | ----------------------- |
|    | Italia (bandiera) | C     | Tullio Andreatta        |
|    | Italia (bandiera) | P     | Giorgio Caliari         |
|    | Italia (bandiera) | C     | Silvino Chiappara       |
|    | Italia (bandiera) | D     | Walter Dal Dosso        |
|    | Italia (bandiera) | D     | Renato Damonti          |
|    | Italia (bandiera) | A     | Angelo Domenghini       |
|    | Italia (bandiera) | A     | Giuseppe Gasparrini     |
|    | Italia (bandiera) | P     | Roberto Incontri        |
|    | Italia (bandiera) | D     | Mauro Joriatti          |
|    | Italia (bandiera) | D     | Paolo Leban             |
|    | Italia (bandiera) | A     | Pier Giorgio Lutterotti |

| N. |                   | Ruolo | Calciatore           |
| -- | ----------------- | ----- | -------------------- |
|    | Italia (bandiera) | P     | Günther Maier        |
|    | Italia (bandiera) | A     | Maurizio Marchei     |
|    | Italia (bandiera) | C     | Angelo Molinari      |
|    | Italia (bandiera) | A     | Orazio Parlato       |
|    | Italia (bandiera) | C     | Giampaolo Pellegrini |
|    | Italia (bandiera) | C     | Remo Perotti         |
|    | Italia (bandiera) | C     | Fabio Sala           |
|    | Italia (bandiera) | C     | Giuseppe Sannino     |
|    | Italia (bandiera) | D     | Graziano Scremin     |
|    | Italia (bandiera) | A     | Giorgio Telch        |
|    | Italia (bandiera) | D     | Udalrico Tretter     |

## Risultati

### Campionato

#### Girone di andata
| 1º ottobre 1978 ª giornata | Forlì | 3 – 0 | Trento |  |

| 8 ottobre 1978 2ª giornata | Trento | 1 – 1 | Juniorcasale |  |

| 15 ottobre 1978 3ª giornata | Trento | 1 – 0 | Parma |  |

| 22 ottobre 1978 4ª giornata | Alessandria | 0 – 0 | Trento |  |

| 29 ottobre 1978 5ª giornata | Trento | 1 – 2 | Cremonese |  |

| 5 novembre 1978 6ª giornata | Modena | 2 – 1 | Trento |  |

| 12 novembre 1978 7ª giornata | Trento | 1 – 1 | Treviso |  |

| 19 novembre 1978 8ª giornata | Triestina | 1 – 0 | Trento |  |

| 26 novembre 1978 9ª giornata | Trento | 0 – 0 | Padova |  |

| 3 dicembre 1978 10ª giornata | Novara | 1 – 0 | Trento |  |

| 10 dicembre 1978 11ª giornata | Trento | 1 – 1 | Biellese |  |

| 17 dicembre 1978 12ª giornata | Trento | 0 – 0 | Mantova |  |

| 30 dicembre 1978 13ª giornata | Piacenza | 2 – 0 | Trento |  |

| 7 gennaio 1979 14ª giornata | Trento | 1 – 0 | Lecco |  |

| 14 gennaio 1979 15ª giornata | Reggiana | 2 – 0 | Trento |  |

| 18 marzo 1979 16ª giornata | Trento | 2 – 0 | Spezia |  |

| 28 gennaio 1979 17ª giornata | Como | 2 – 0 | Trento |  |

#### Girone di ritorno
| 4 febbraio 1979 17ª giornata | Trento | 1 – 0 | Forlì |  |

| 11 febbraio 1979 19ª giornata | Juniorcasale | 1 – 0 | Trento |  |

| 18 febbraio 1979 20ª giornata | Parma | 4 – 0 | Trento |  |

| 25 febbraio 1979 21ª giornata | Trento | 1 – 1 | Alessandria |  |

| 4 marzo 1979 22ª giornata | Cremonese | 0 – 0 | Trento |  |

| 11 marzo 1979 23ª giornata | Trento | 1 – 1 | Modena |  |

| 25 marzo 1979 24ª giornata | Treviso | 0 – 1 | Trento |  |

| 1º aprile 1979 25ª giornata | Trento | 1 – 1 | Triestina |  |

| 7 aprile 1979 26ª giornata | Padova | 0 – 3 | Trento |  |

| 22 aprile 1979 27ª giornata | Trento | 0 – 0 | Novara |  |

| 29 aprile 1979 28ª giornata | Biellese | 1 – 1 | Trento |  |

| 6 maggio 1979 29ª giornata | Mantova | 0 – 0 | Trento |  |

| 13 maggio 1979 30ª giornata | Trento | 1 – 3 | Piacenza |  |

| 20 maggio 1979 31ª giornata | Lecco | 2 – 1 | Trento |  |

| 27 maggio 1979 32ª giornata | Trento | 1 – 0 | Reggiana |  |

| 3 giugno 1979 33ª giornata | Spezia | 0 – 0 | Trento |  |

| 9 giugno 1979 34ª giornata | Trento | 0 – 2 | Como |  |